# Wil Trapp
Pour les articles homonymes, voir Trapp.
Wil Trapp, né le 15 janvier 1993 à Gahanna en Ohio, est un joueur international américain de soccer. Il joue au poste de milieu défensif.

## Biographie
Né à Gahanna en Ohio, Wil Trapp est formé par l'académie du Crew de Columbus. En 2011, il rejoint l'Université d'Akron et joue pour les Zips avec DeAndre Yedlin.
Le 13 décembre 2012, il signe un contrat Home Grown Player de la Major League Soccer avec son club formateur.